# Fenollet
|  | Aquest article tracta sobre el municipi de la Fenolleda. Vegeu-ne altres significats a «Fenollet (desambiguació)». |

Fenollet (l'endònim occità és Fenolhet i el topònim oficial en francès, Fenouillet) és un municipi occità de la comarca de la Fenolleda (Fenolheda). Administrativament és una comuna francesa del departament dels Pirineus Orientals dins el cantó de Sant Pau de Fenollet.

## El poble
El petit poble de Fenollet se situa enmig de les dues antigues fortaleses, a 490 m d'altitud, a la confluència dels dos torrents que formen la vall de Sant Jaume, centrat -en el nucli de La Vilasa- per l'església parroquial de Sant Pere i la meria i escoles. Més a ponent hi ha els ravals de Lo Molin, Los Nautèrs, i Las Bordas de la Coma.
L'antic lloc de Tulhà (Toliano el 958) se situava vers el sector SW del terme, prop del coll de Tulhà.

## El terme
El terme municipal de Fenollet, de 18.75 km² d'extensió, es troba a l'extrem de ponent de la part de la Fenolleda del departament francès dels Pirineus Orientals, en contacte amb la vall de Santa Creu (del departament de l'Aude), a la vall de Fenollet o de Sant Jaume, afluent de la Bolzana a Caudiers de Fenollet. Comprèn el poble de Fenollet, format per La Vilassa (nucli central) i alguns veïnats (Lo Molin, Los Nautèrs i Las Bòrdas de la Coma) i masos, que agrupen l'escassa població del municipi, i les restes dels antics castells de Fenollet (o Sant Pere), que donà nom al país i vescomtat, i de Sabardà (el de Castellfisel), molt proper, és dins el terme de Caudiers). Limita amb els termes de Caudiers de Fenollet (N), Fossa (NE), Virà (SE i S) i els de Monfort, Ginclà i Puillorenç (W), tots tres de la Vall de Santa Creu. Una carretera local que comunica el poble amb la N-117, d'Estagell i Sant Pau de Fenollet a Quilhan, es continua en direcció oposada vers Fossa, el Viver i Sornià.

## Orografia
El cim culminant del territori és el roc de Boissavila (1.247 m d'alt.), a l'extrem SW, del qual deriven dues crestes que inclouen la vall de Fenollet; vers l'oest, la cresta del roc de Boissavila fins al coll de Tulha i el Puig de Freissinet; vers l'est, la cresta que separa el terme de Virà, passant pel roc d'en Pelhòfa i el coll de Boira. Al límit amb el terme de Caudiers, a la banda del N s'alcen els penya-segats calcaris cretacis de direcció EW de l'alterosa serra d'Arquièras (893 m), continuada a llevant de l'estreta obertura de la Clusa (congost del riu de Sant Jaume on s'insereix la carretera de Caudiers) per la Roca Roja (661 m). Altres alineacions paral·leles se segueixen vers el sud: una banda estreta de margues i esquists (vall de Fossa, coll de Lo Mas, poble de Fenollet, part més baixa de vall d'Aigasbònas); després, uns calcaris marmoritzats molt en relleu (puig de Freissinet i la cresta en direcció a Fenollet, i la cresta en direcció a Fenollet i al castell de Sabardà); més al sud, l'extrem d'una zona de gneis del massís de l'Aglí, des del veïnat de Las Bordàs de la Coma fins a l'esquena rodona que separa el terme de Virà. Unes pedreres de caolinita són explotades prop del terme de Fossa.
Els boscs ocupen una bona part del municipi; a la banda de migdia s'estén el sector NW el gran bosc de Boissavila (que comparteix amb Virà i Rebollet), amb avets i faigs a la part alta i roures i landes de l'estatge montà prop del poble.

## L'agricultura
A la part central del terme hi ha els conreus, algunes vinyes, roures i landes en els terrenys de l'obac; als solans del sector calcari del nord, alzinar. La superfície agrícola es limita a 129 ha de vinya (en una dotzena d'explotacions; el 7% del terme), amb quasi una vintena de vinya (4 de denominació d'origen i la resta d'altres vins), 2 ha d'hortalisses i 1 d'arbres fruiters, 11 ha de cereals i quasi un centenar de pastures i farratges. El cens ramader dona només mitja dotzena de caps de boví, i un centenar i mig d'oví i més d'una trentena de cabrum, amb encara més de dues dotzenes d'equins. Un grup de propietaris va portar a terme a finals del segle XX la repoblació forestal d'unes 125 ha.

## Història
Aquesta petita població ha donat el nom a tot el país de la Fenolleda (pagus Fenoletus, 842), del qual fou la capital. A partir del segle xi esdevingué residència dels vescomtes de Fenollet, caps militars del Vescomtat de Fenollet, creat el 988/90 pels comtes de Besalú, del qual depenia també Perapertusa i la seva castellania(Perapertusès). Aquesta família restà mestressa d'aquests territoris sota la sobirania dels comtes de Besalú -després dels comtes de Barcelona i dels reis catalano/aragonesos- fins a la crisi de la croada albigesa. El darrer vescomte es refugià definitivament al Rosselló el 1242 (hi posseïa bens important, provinents dels seus ancestres comuns amb els vescomtes de Castellnou) i morí al Masdeu el 1243 havent professat com a templer, i la seva descendència es perpetuà, al Rosselló, amb els Fenollet, vescomtes d'Illa i Canet. El petit lloc de Fenollet restà des d'època indeterminada unit al comú de Caudiers, del qual se separà el 1702.
En el seu territori hi hagué tres castells (el de Fenollet o Sant Pere, el de Castellfisel -ara en territori de Caudiers- i el de Sabardà) i un monestir. El castell de Fenollet o de Sant Pere, de molt el més important, és documentat des del 1021 (castellum Fenolieto) i molt sovint després (castrum de Fenolet, 1109; de Fonojed, 1111; de Fonogled, 1117; de Fenolheto, 1204; etc.). El 1011 Bernat Tallaferro, comte de Besalú, hi fundà un monestir benedictí (Sant Pere de Fenollet) sota l'advocació de Sant Pere (locus consecratus in honore S. Petri apostoli, monasterium S. Petri Fenilotensi), però aquesta creació, efímera, no implica de cap manera (com ho ha pretès recentment) que el castell de Fenollet hagués estat situat en un altre indret. Ben distint del de Castellfisel, ho era també del petit castell de Sabardà (Rocha Samardana), que defensaven com a fortaleses satèl·lits els flancs N i S. A la mateixa època, per no citar altres exemples, els mateixos comtes de Besalú i els vescomtes de Castellnou, cosins dels Fenollet, tenien dins el seu castell un priorat de l'orde de Sant Ruf. El 1209 Pere de Fenollet prestava vassallatge pel castell i el vescomtat al vescomte de Narbona i feu el jurament apud Fenoletum in sala canonica, cosa que evoca l'existència d'un priorat (potser ja desaparegut).
El castell de Fenollet, situat en una posició forta des del punt de vista estratègic, dominant l'engorjada vall de Sant Jaume, al camí del Conflent, es troba en situació ruïnosa, més o menys en el mateix estat que el deixaren els hugonots que l'ocuparen en les Guerres de religió del segle xvi (1580), i fou cremat i arrasat per ordre del duc de Ventadour el 1595. Era un ample conjunt de recintes flanquejat per torres rodones, al cim arrodonit d'un escarpament rocós, i ha mostres del bell aparell de pedra treballada amb elements datables fins a mitjan segle xiii.
De l'església de Sant Pere resta encara una absis notablement ben aparellat que sembla del segle xii, que constitueix l'element més visible del castell vescomtal, que mereixeria sens dubte excavacions sistemàtiques i una neteja.
Més a migdia, el petit castell de Sabardà (castrum de Rocha Samardana, 1109) s'aixecava en un escarpament vertical; les seves pintoresques ruïnes (murs E i W arrodonits en forma de torre, i la porta N), encara imposants, mereixerien també millor sort.

## Cantó n. 15
Actualment, juntament amb les viles catalanes d'Estagell, Ribesaltes i Salses i les occitanes de Sant Pau de Fenollet i Sornià i la Tor de França, a més dels pobles catalans d'Arboçols i Tarerac, de la comarca del Conflent, i les Cases de Pena, Espirà de l'Aglí, Montner, Òpol i Perellós, Talteüll i Vingrau, de la del Rosselló, i dels occitans d'Ansinyà, Bellestar, Campossí, Caramany, Cassanyes, Caudiers de Fenollet, Centernac, l'Esquerda, Felluns, Fossa, Lançac, Maurí, Pesillà de Conflent, Planeses, Prats de Sornià, Prunyanes, Rasigueres, Rebollet, Sant Martí de Fenollet, Trevillac, Trillà, Virà i el Viver forma part del cantó número 15, de la Vall de l'Aglí (nou agrupament de municipis fruit de la reestructuració cantonal feta amb motiu de les eleccions cantonals i departamentals del 2015), amb capitalitat a Ribesaltes.

## Geografia

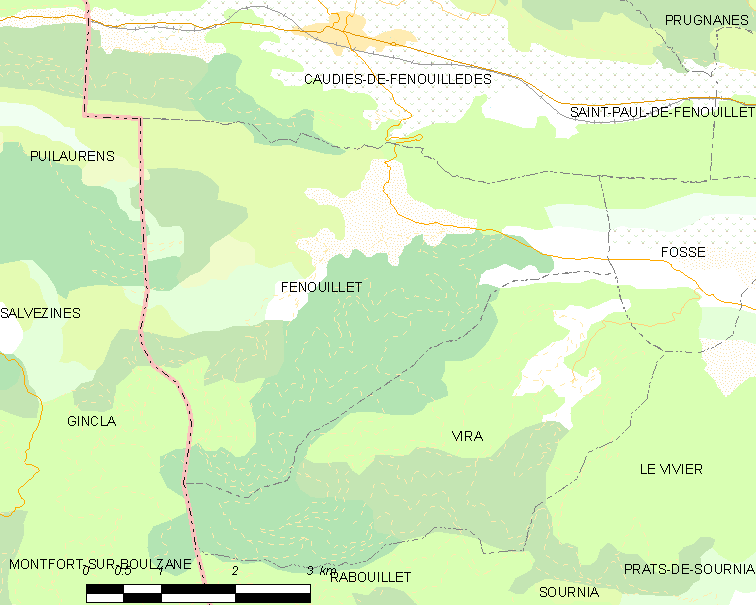
Mapa de la comuna de Fenollet

## Administració i política

### Alcaldes
| Alcalde            | Període |
| ------------------ | ------- |
|                    |         |
| Jean-Louis Raynaud | 2001-   |

## Demografia
En els fogatjaments medievals Fenollet era comptat amb Caudiers (se'n separà com a municipi el 1702); el 1750 tenia 120 ha. i el 1789 45 focs (era aleshores governat per dos diputats). El 1818 tenia 193 ha. 228 el 1834 i 218 el 1861. Des d'aleshores la tendència ha estat molt negativa: 151 el 1891, 109 el 1926, 72 el 1954, 56 el 1968, 45 el 1975; els darrers censos dels últims anys, enregistren però, una certa recuperació, causada per la instal·lació de noves famílies de ramaders.

Població 1962-2008